# ريتشارد لاجرافينيز
ريتشارد لاجرافينيز (Richard LaGravenese) من مواليد 1959م ، وهو مخرج أمريكي مشهور ، أخرج عدة أفلام ومنها فيلم بي إس آي لاف يو.

## نشأته
ولد ونشأ في بروكلين بولاية نيويورك. وهو أمريكي من أصل إيطالي.